# Джолін Цай
Джолін Цай (англ. Jolin Tsai, кит.: 蔡依林 ; справжнє ім'я — Цай Ілін (кит.: 蔡宜凌; піньїнь: Cài Yīlíng), нар. 15 вересня 1980, Сіньбей) — тайванська співачка, танцюристка, акторка, дизайнерка і композиторка. Часто згадується як «королева поп-музики» у Тайваню та «азійська танцююча королева». Найбільшої популярності досягла у Китаю та решті Азії.
Джолін Цай брала участь в конкурсі MTV та виграла головний приз, виконавши пісню «Greatest Love of All» Вітні Г'юстон. Її перший альбом, що вийшов в 1999 рік з назвою «1019», мав величезний успіх і Цай стала кумиркою підлітків. П'ятий альбом, «Magic» 2003 року, очолював чарти Китаю протягом трьох місяців і вважається одним з найбільших успіхів співачки, поступаючись лише диску «Dancing Diva» 2006 року з рівнем продажів в 2 мільйони копій в Азії.

## Дискографія

### Студійні альбоми
- 1019 (1999)
- Don't Stop (2000)
- Show Your Love (2000)
- Lucky Number (2001)
- Magic (2003)
- Castle (2004)
- J-Game (2005)
- Dancing Diva (2006)
- Agent J (2007)
- Butterfly (2009)
- Myself (2010)
- Muse (2012)
- Play (2014)

### Компіляції
- Together (2001)
- Dance Collection (2002)
- The Age of Innocence (2003)
- Born to Be a Star (2004)
- J9 (2004)
- J-Top (2006)
- Dancing Forever (2006)
- Favorites (2006)
- Final Wonderland (2007)
- Love Exercise (2008)
- Jeneration (2009)
- Ultimate (2012)

### Live альбоми
- J1 Live Concert (2005)
- If You Think You Can, You Can (2007)
- Love & Life (2009)
- Myself World Tour (2013)

## Фільмографія
- Six Friends (2001)
- Come to My Place (2002)
- In Love (2002)
- Hi Working Girl (2003)
- Agent J (2007)

## Публікації
- Jolin's English Diary Book (2005)
- Jolin's Party (2005)
- Love Exercise (2008)
- Keep Fit (2011)

## Турне
- J1 World Tour (2004-06)
- Dancing Forever World Tour (2006-09)
- Myself World Tour (2010-13)
- Play World Tour (2015-16)